# Monte Fitz Roy
El monte Fitz Roy o cerro Chaltén es una montaña de 3405 m s. n. m. ubicada al oriente del campo de hielo Patagónico Sur cerca de la frontera entre Argentina y Chile. Se encuentra en la Patagonia, cerca de la villa argentina de El Chaltén. El grupo montañoso al cual pertenece conforma uno de los grandes nunataks del campo de hielo patagónico sur.
Pocos kilómetros al sur de esta montaña se inicia la última área fronteriza no definida entre ambos países (fuera de la Antártida), que llega hasta el cerro Murallón, el cual se encuentra hacia el sur (véase: litigio del campo de hielo patagónico sur). Se encuentra ubicado dentro de dos parques nacionales: Bernardo O'Higgins en su lado chileno y el parque Los Glaciares en su contra parte argentina. Esta cumbre ofrece un espectáculo imponente al asomar sus crestas y aristas entre glaciares y nubes; y en ciertos momentos del día toma sorprendentes coloridos según la iluminación del sol.
El acceso al lado chileno puede efectuarse desde Villa O'Higgins, cruzando desde norte a sur el lago O'Higgins/San Martín, hasta Tenencia de Carabineros “Hernán Merino Correa”, prosiguiendo por el Campo de Hielo Patagónico Sur hacia el sur entrando en el parque nacional Bernardo O'Higgins.
Al lado argentino se puede acceder desde la localidad El Chaltén, la cual lleva su nombre en honor al monte, en dirección oeste por la Ruta 40, entrando en el parque nacional Los Glaciares.

## Historia
El descubrimiento del Fitz Roy por los europeos probablemente se remonta a 1782, cuando Antonio de Biedma y Narváez alcanzó el lago Viedma, ubicado al sudeste.
Tras la firma del tratado de 1881 entre Argentina y Chile, el límite en la zona fue definido en 1898 por los peritos encargados de demarcar, Francisco Pascasio Moreno de Argentina y Diego Barros Arana de Chile. El Fitz Roy fue declarado un hito fronterizo.  Los peritos no tuvieron diferencias en la zona entre el monte Fitz Roy y el cerro Stokes a diferencia de los otros territorios que fueron sometidos a arbitraje en el laudo de 1902. Se definió el límite sobre los siguientes hitos montañosos y su continuidad natural: Fitz Roy, Torre, Huemul, Campana, Agassiz, Heim, Mayo y Stokes.
El 24 de mayo de 2000 la provincia de Santa Cruz lo declaró monumento natural Cerro Chaltén mediante la sanción de la ley N.º 2550.
El 27 de febrero de 2014 la Corporación Nacional Forestal de Chile creó el Sitio Natural Cordillera del Chaltén dentro del parque nacional Bernardo O'Higgins mediante la Resolución N.º 74 abarcando el lado chileno del cerro y la cordillera aledaña.

## Dificultad deportiva
A pesar de tener una altitud promedio (no llega a la mitad de la de los gigantes de los Andes) la montaña tiene la reputación de ser de "dificultad extrema": presenta enormes extensiones de lajas casi verticales, pulidas y resbaladizas sobre las que baten constantemente vientos de enorme fuerza, requiriendo máxima pericia técnica por parte del escalador.
El clima en la región es excepcionalmente inclemente e inestable. La zona aledaña, aunque de difícil acceso, ha mejorado su acceso con el desarrollo de las poblaciones de El Chaltén y El Calafate en Argentina y Candelario Mancilla y Villa O'Higgins en Chile, teniendo esta última y El Calafate sendos aeropuertos internacionales. La subida de la  montaña, sin embargo, sigue siendo extremadamente difícil y es competencia exclusiva de los escaladores con mucha experiencia, por las nevadas, los vientos y los cambios repentinos de la situación meteorológica.

## Ascensos notables
- En 1952 la expedición francesa compuesta, entre otros, por Lionel Terray y Guido Magnone, ascendió por la vía sudeste.(1.er ascenso el 2 de febrero de 1952)[20]
- En 1965 Carlos Comesaña y José Luis Fonrouge (de Argentina) ascendieron vía Supercanaleta en dos días y medio (2.o ascenso)[21]
- En 1968 por la ruta Californiana (3.er ascenso). Yvon Chouinard, Dick Dorworth, Chris Jones, Lito Tejada-Flores y Douglas Tompkins (todos de Estados Unidos).[22]
- El 21 de febrero de 1980 a las 10 a. m. Gino Casassa, chileno de 21 años, estudiante de ingeniería, monitor de la Federación de Andinismo de Chile, y Walter Bertsch, austríaco de 19 años, estudiante para Guía Alpino del Club Alpino de Austria, vía Col Americano, llegaron a la cumbre. Alejandro Izquierdo, estudiante chileno, llegó hasta los 2800 m.[23]
- El 10 de marzo de 1984  se realizó la apertura de la Ruta Franco Argentina (pared sudeste). Alberto Bendinger, Marcos Couch, Pedro Friedrich, Eduardo Brenner ascendieron por dicha ruta. Más tarde fue conocida como la ruta "normal".[24]
- 26 y 28 de julio de 1986, primera ascensión invernal (ruta Supercanaleta), por Eduardo Brenner, Gabriel Ruiz y Sebastián de la Cruz.
- En 2002 Dean Potter, solo Supercanaleta[21]
- En 2009 Colin Haley, solo Supercanaleta[21]
- En 2009 Matthew McCarron, solo Ruta Californiana[21]
- En 2012 Jorge Morales y Alejandro Heres rompieron el récord de velocidad de ascenso.
- En 2014, entre el 12 y 16 de febrero, Tommy Caldwell y Alex Honnold completaron por primera vez el skyline completo del macizo Fitz Roy: "The Fitz traverse" de unos 5 km de distancia y 4000 metros de escalada para ascender a la cima de los siete picos que conforman su arista.[25]

## Toponimia

Localización de los principales picos del macizo del Fitz Roy, vistos desde el poblado de El Chaltén en la Patagonia argentina.

El nombre Chaltén proviene del aonikenk o lengua tehuelche y significa "montaña humeante", debido a las nubes que casi constantemente coronan su cima, lo que unido a la denominación ancestral ha llevado a creer erróneamente que se trataba de un volcán. La montaña es considerada sagrada para los indígenas locales y forma parte de su cosmogonía. El Dr. Francisco Pascasio Moreno lo bautizó como Fitz Roy el 2 de marzo de 1877 en honor al capitán del HMS Beagle, Robert Fitz Roy, quien recorrió el río Santa Cruz en 1834. La familia de Fitz Roy le cedió a Moreno, a petición de este último, los mapas de la zona hechos en las expediciones del capitán con la condición que algún hito geográfico fuese bautizado con el apellido del explorador británico, petición que fue cumplida por el Dr. Moreno al bautizar el monte. Aunque la cartografía oficial argentina ha preferido, en los últimos años, recuperar la denominación ancestral y denominarlo Chaltén en desmedro de Fitz Roy (por su participación en la ocupación británica de las Islas Malvinas durante la Sublevación del Gaucho Rivero), el cual fuera utilizado durante gran parte del siglo XX, mientras este último nombre continúa siendo el más utilizado por la cartografía oficial chilena.

## Simbología asociada
La montaña es el símbolo de la provincia argentina de Santa Cruz, estando incluida en su escudo y en su bandera. A su vez, la montaña aparece en el escudo de la localidad argentina de El Chaltén.
La montaña es el borde más emblemático del campo de hielo y ha tenido un lugar preponderante en la mitología tehuelche en relación con su héroe cultural: Elal. Estas circunstancias han hecho que El Chaltén posea una potencia simbólica muy significativa recogida y elaborada por algunos autores. En este sentido, Fabio Seleme, ensayista y docente de filosofía en la Universidad Nacional de la Patagonia Austral y la Universidad Tecnológica Nacional, publicó un trabajo donde reivindica para El Chaltén y el campo de hielo la condición de centro simbólico de la Patagonia. En el ensayo, titulado El centro blanco de la Patagonia, Seleme plantea una continuidad entre el carácter referencial que tuvo para la cultura del pueblo tehuelche y la seducción que el lugar produce en la cultura. Además, pone de manifiesto las condiciones geográficas míticas y culturales que le otorgan la centralidad de la región en tanto atractor ausente y vacío.[cita requerida]

## Galería de imágenes

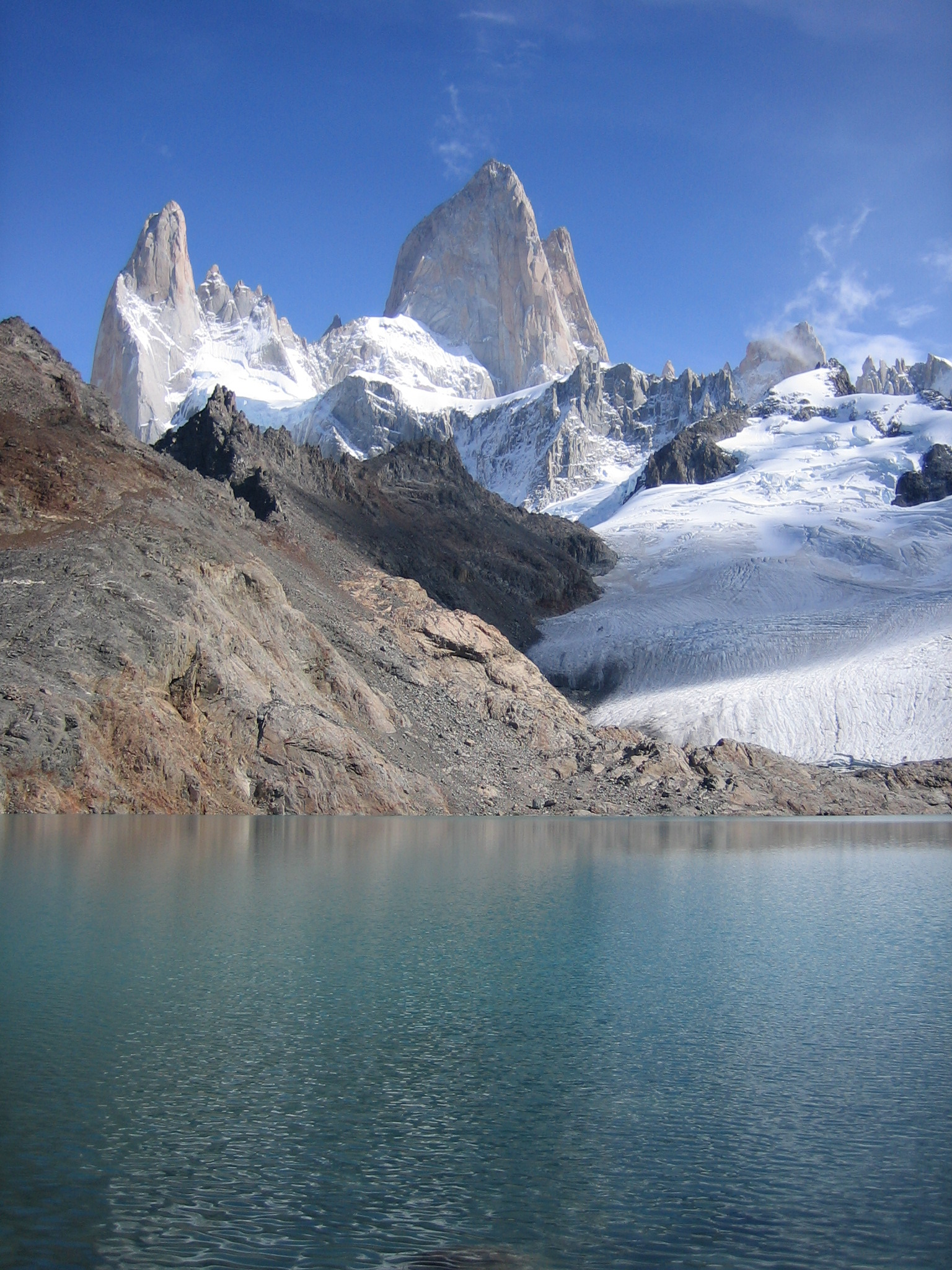
Monte Fitz Roy desde Laguna de Los Tres, Argentina
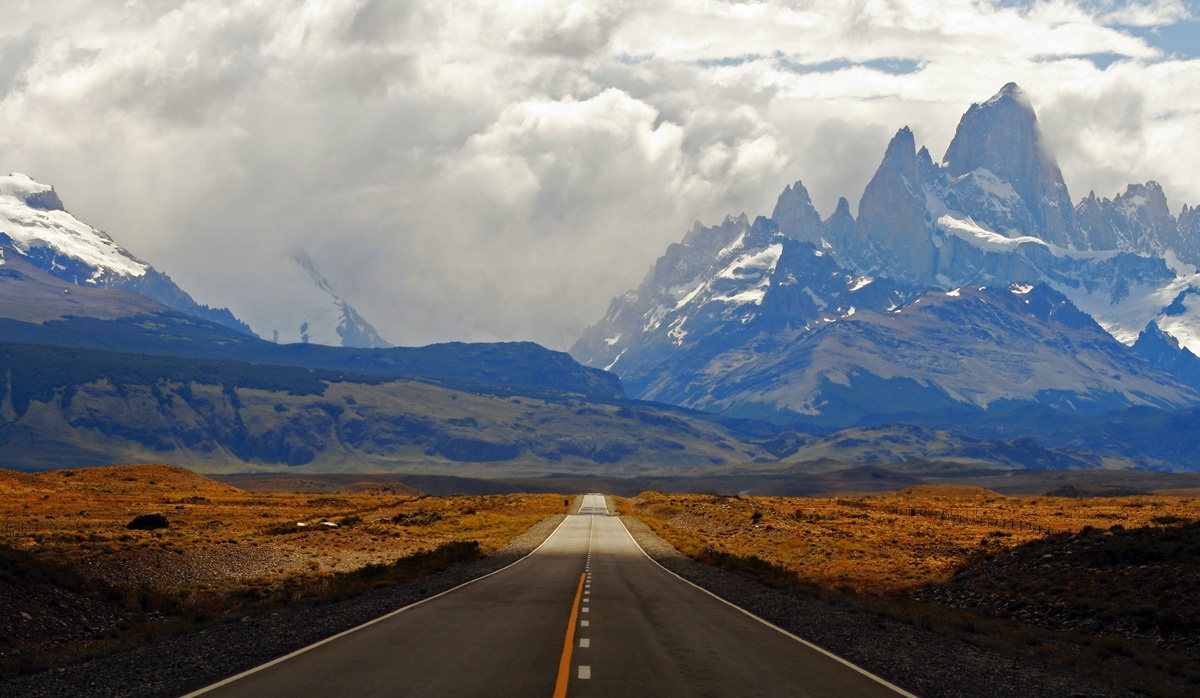
Monte Fitz Roy visto desde una carretera, Provincia de Santa Cruz, Argentina
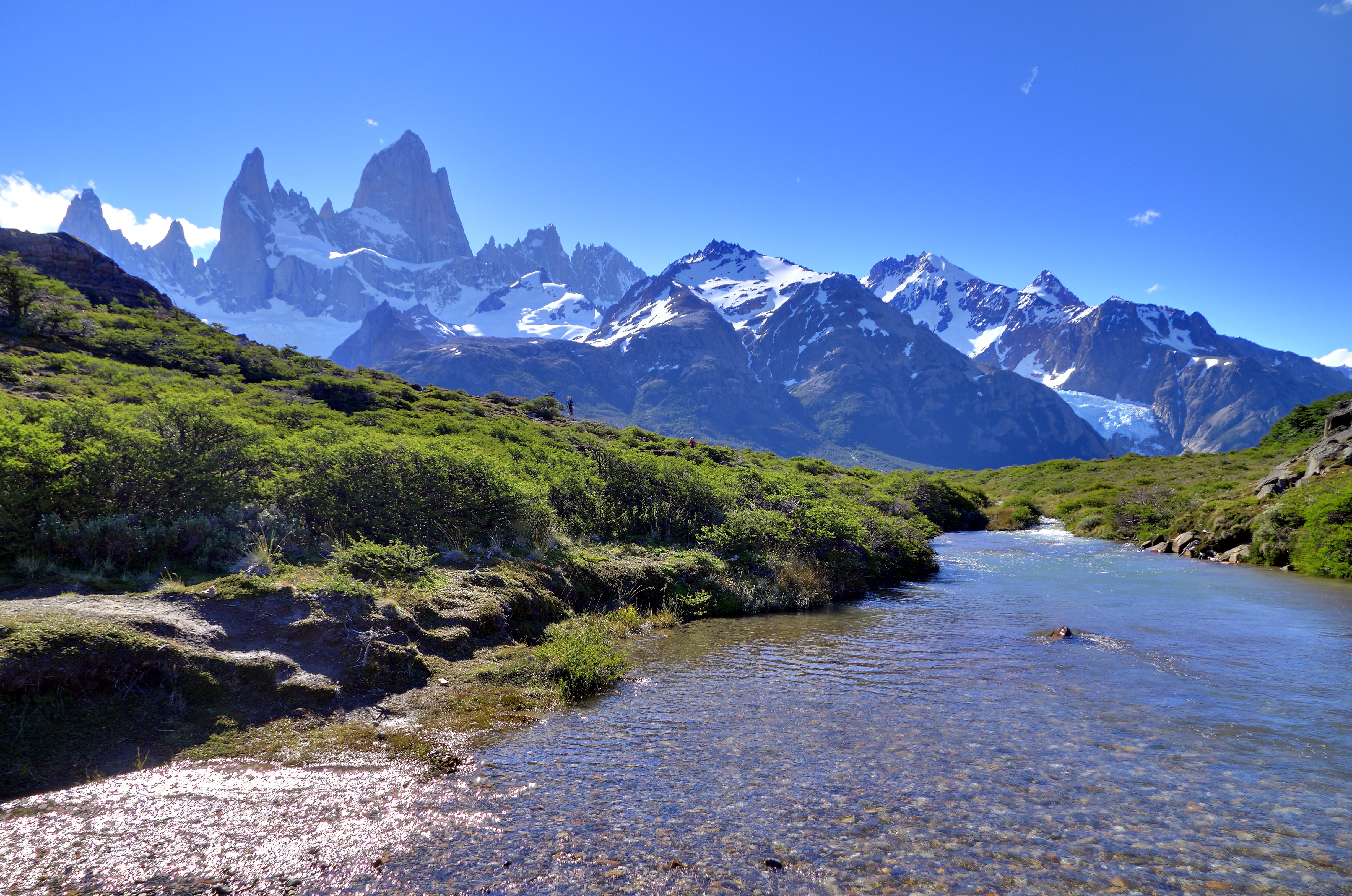
Monte Fitz Roy visto desde el Parque Nacional Los Glaciares, Argentina
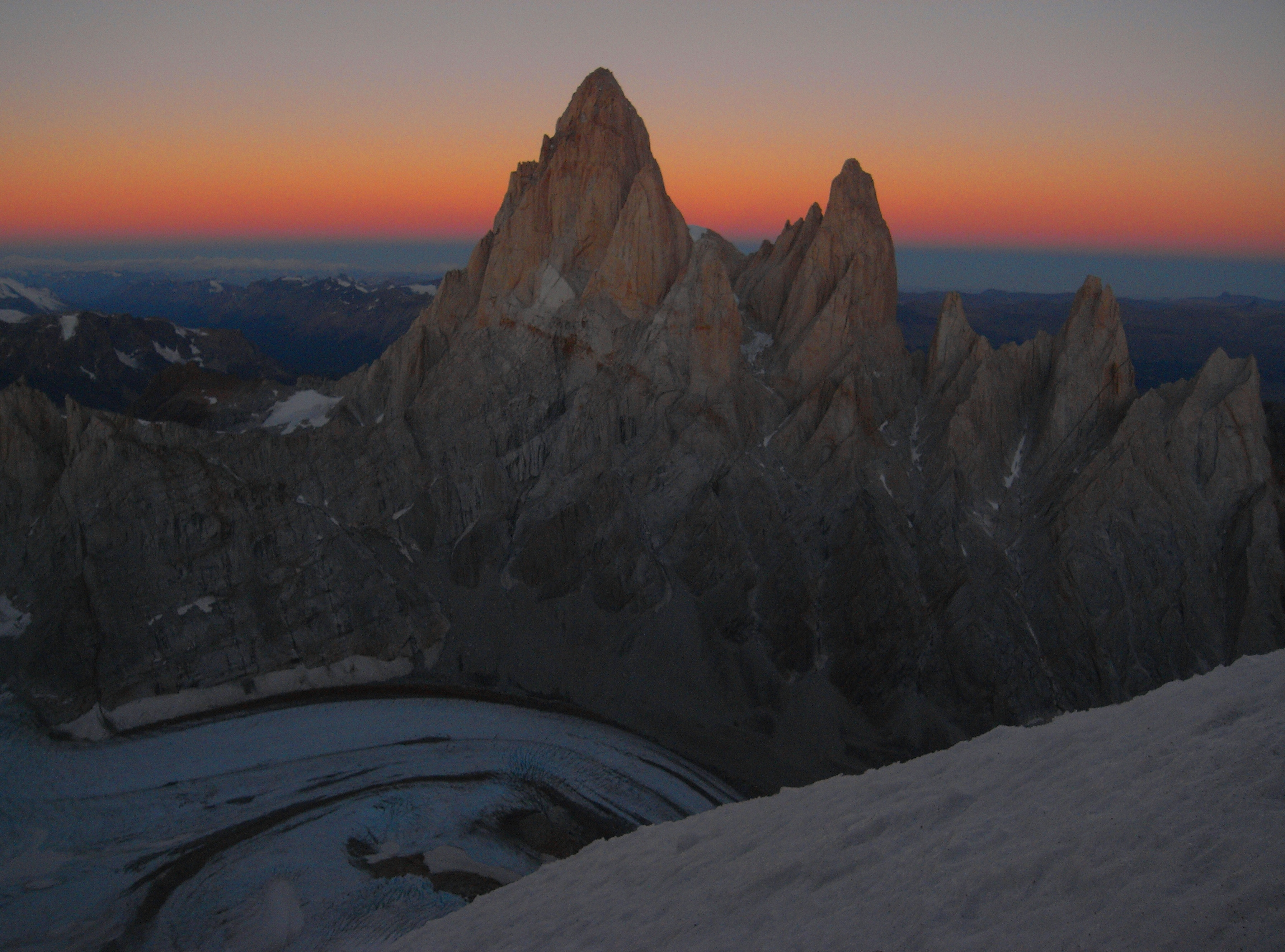
Atardecer en el lado occidental (chileno) del monte visto desde el interior del Parque nacional Bernardo O'Higgins, Chile
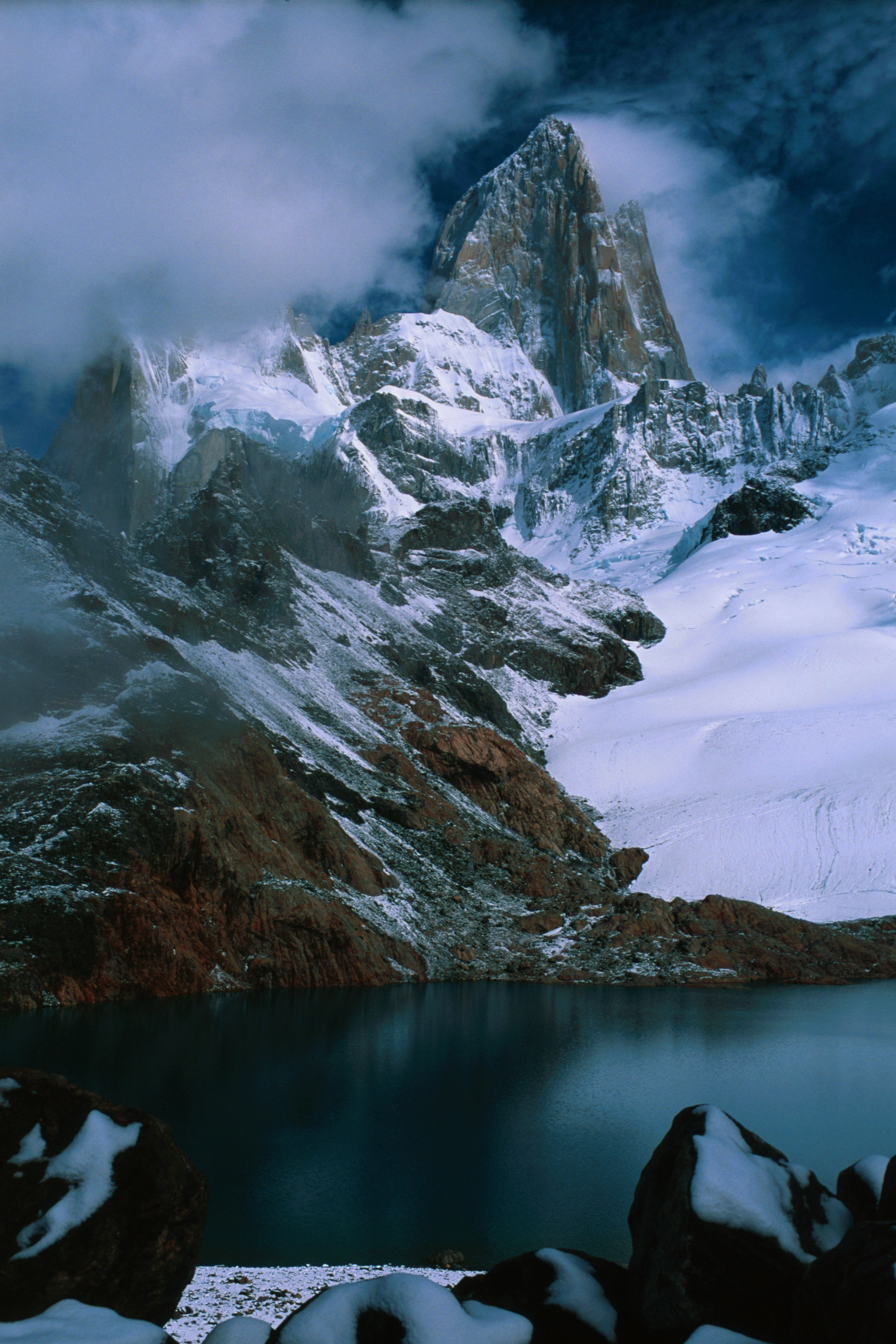
Aclarando en el monte Fitz Roy, un día de tormenta
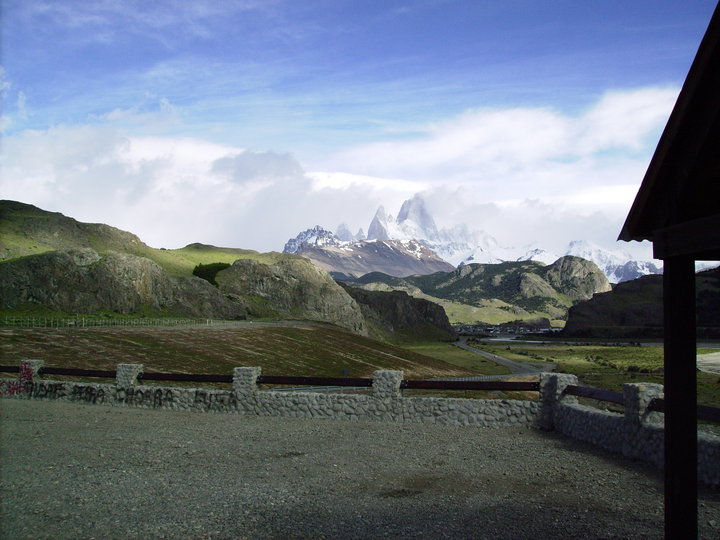
El pueblo en la base del cerro
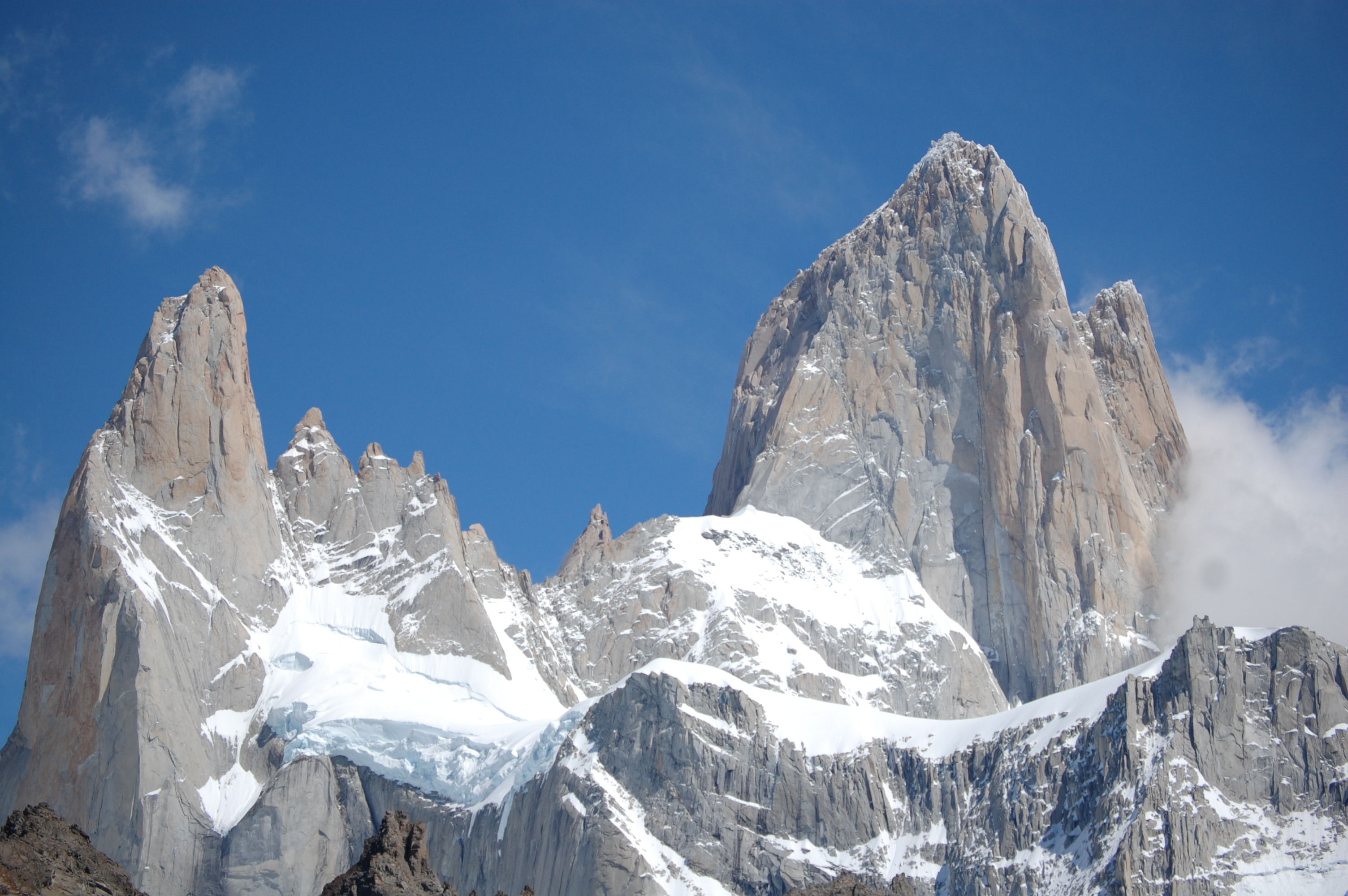
El Fitz Roy (derecha) y la aguja Poincenot (izquierda).
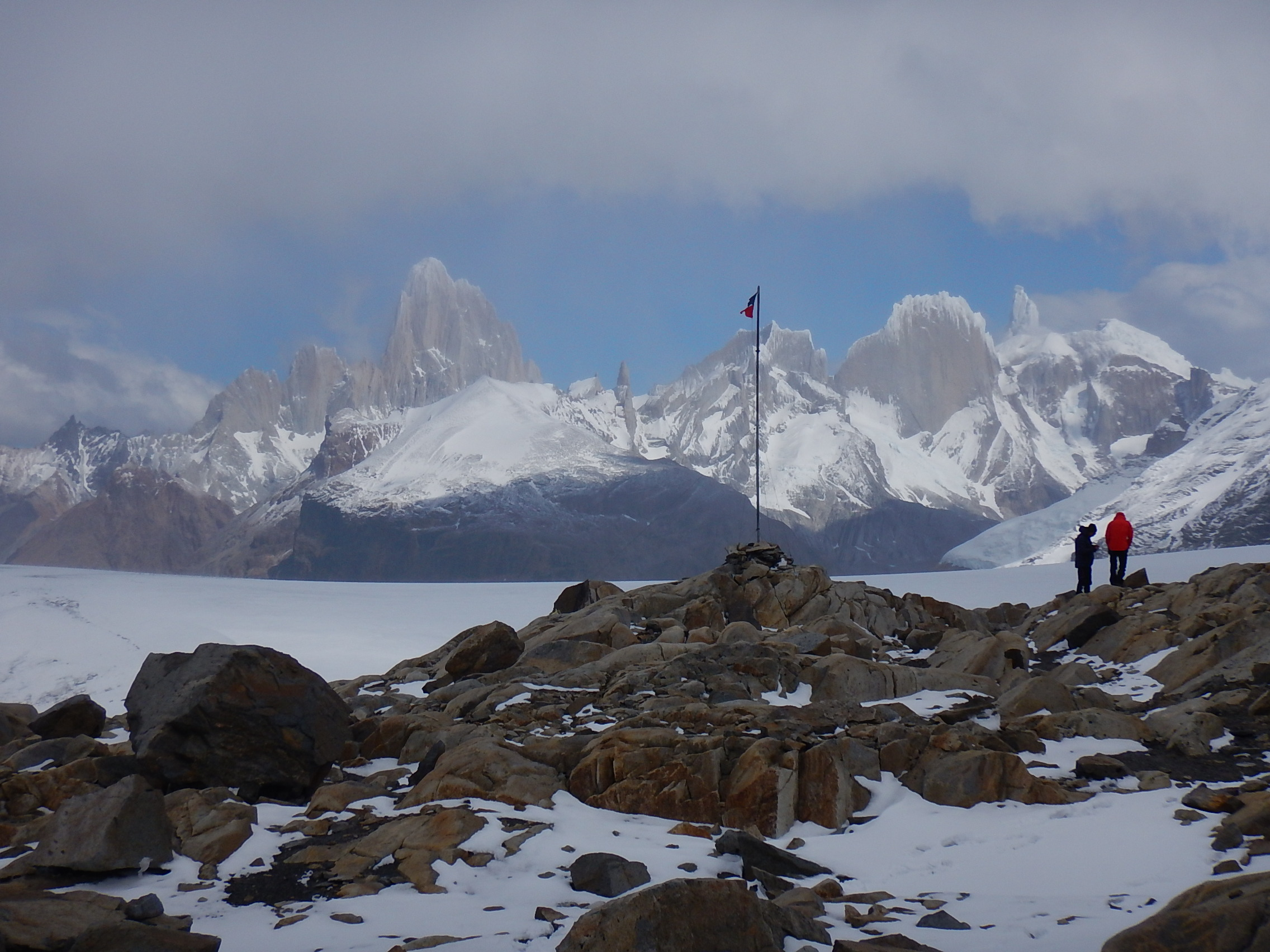
Lado chileno del Monte Fitz Roy visto desde el campo de hielo patagónico sur
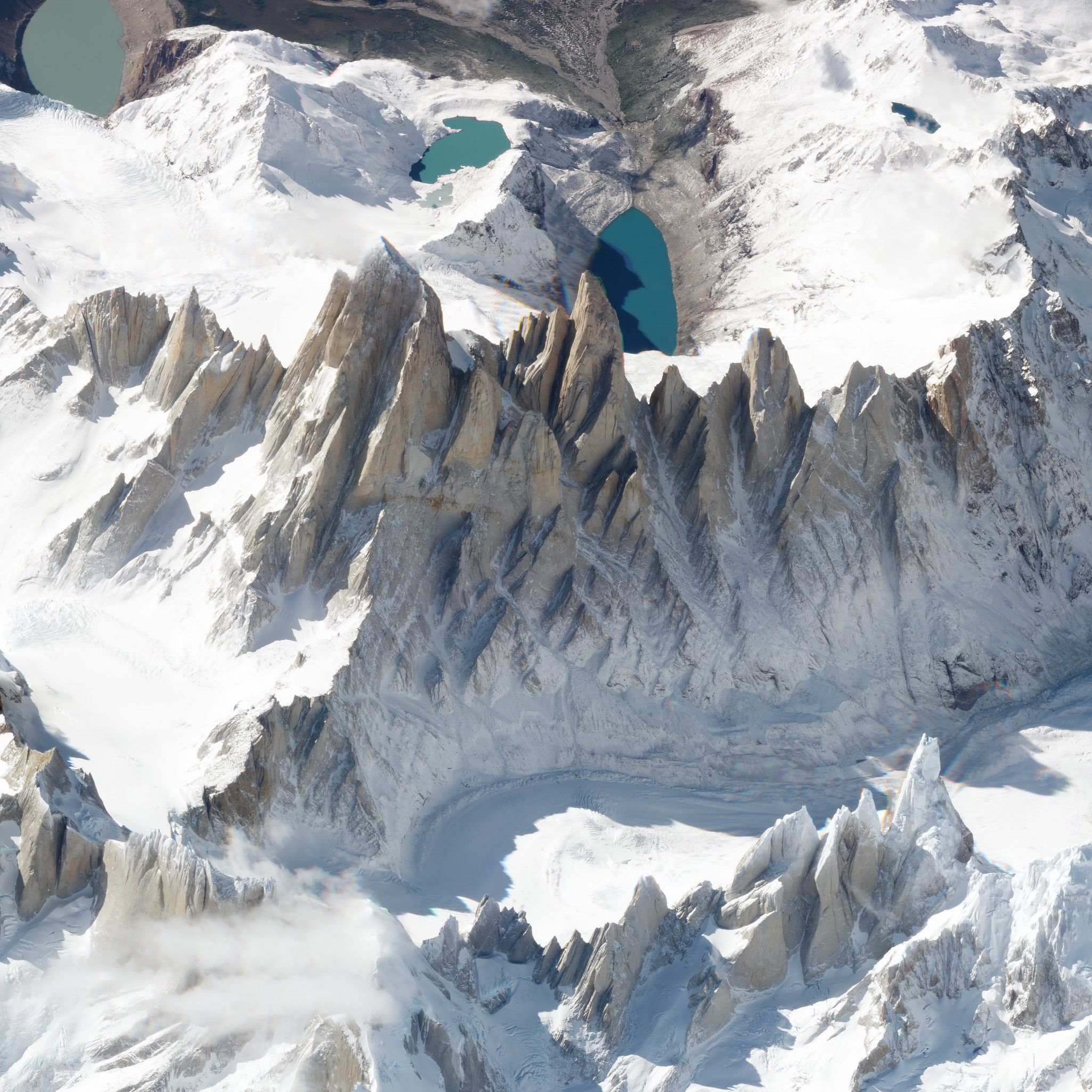
Imagen satelital de la formación en su lado occidental (chileno) y de las lagunas (en Argentina).